# Benzie megye
Benzie megye az Amerikai Egyesült Államokban, azon belül Michigan államban található. Megyeszékhelye Beulah, legnagyobb városa Frankfort. Lakosainak száma 17 970 fő (2020. április 1.). Benzie megye Leelanau, Grand Traverse, Wexford, Manistee, Door és Kewaunee megyékkel határos.

## Népesség
A megye népességének változása:
| Lakosok száma | 17 508 | 17 455 | 17 415 | 17 428 | 17 457 | 17 970 |
|               | 2010   | 2011   | 2012   | 2013   | 2015   | 2020   |